# Syn kochanej Karoliny
Syn kochanej Karoliny (fr. Le fils de Caroline chérie) – francuski film przygodowy z 1955 roku w reżyserii Jeana Devaivre'a. Film jest trzecią i ostatnią częścią sagi o pięknej Caroline de Bievre. Zdjęcia kręcono w departamencie Pireneje Wschodnie.

## Obsada[2]
- Jean-Claude Pascal – Juan d'Aranda/de Sallanches
- Sophie Desmarets – księżna Laura d'Albuquerque
- Brigitte Bardot – Pilar d'Aranda
- Jacques Dacqmine – Gaston de Sallanche
- Magali Noël – Teresa
- Georges Descrières – porucznik Tinteville
- Alfred Adam – generał Lasalle
- Micheline Gary – Conchita d'Aranda
- Germaine Dermoz – hrabina d'Aranda
- Daniel Ceccaldi – porucznik Bogard
- Robert Dalban – kapitan
- Jean Debucourt
- Charles Deschamps
- Albert Dinan
- Jean Galland
- Bernard Lajarrige
- Robert Manuel – Józef Bonaparte
- Sylvie Pelayo
- Marcel Pérès
- Pascale Roberts
- Michel Etcheverry
- Marcel Bozzuffi